# 布拉索昆
布拉索昆（1954年5月3日—），柬埔寨政治家，自2016年起擔任外交與國際合作部大臣。

## 生平
他于1954年出生在柬埔寨，曾在匈牙利和法国接受教育。他曾在欧洲担任过三年的大使。
2013年至2016年担任邮电通讯部大臣。
他于2016年4月5日宣誓就任外长。